# Alandroal
Alandroal (ɐlɐ̃dɾu'aɫ) è un comune portoghese di 6 585 abitanti situato nel distretto di Évora.

## Società

### Evoluzione demografica
| Popolazione di Alandroal (1801 – 2004) | Popolazione di Alandroal (1801 – 2004) | Popolazione di Alandroal (1801 – 2004) | Popolazione di Alandroal (1801 – 2004) | Popolazione di Alandroal (1801 – 2004) | Popolazione di Alandroal (1801 – 2004) | Popolazione di Alandroal (1801 – 2004) | Popolazione di Alandroal (1801 – 2004) | Popolazione di Alandroal (1801 – 2004) |
| -------------------------------------- | -------------------------------------- | -------------------------------------- | -------------------------------------- | -------------------------------------- | -------------------------------------- | -------------------------------------- | -------------------------------------- | -------------------------------------- |
| 1801                                   | 1849                                   | 1900                                   | 1930                                   | 1960                                   | 1981                                   | 1991                                   | 2001                                   | 2004                                   |
| 1541                                   | 4651                                   | 7493                                   | 10444                                  | 12089                                  | 8124                                   | 7347                                   | 6585                                   | 6293                                   |

## Freguesias
- Nossa Senhora da Conceição
- Capelins (Santo António)
- Juromenha (Nossa Senhora do Loreto)
- São Brás dos Matos (Mina do Bugalho)
- Santiago Maior (Alandroal)
- Terena (São Pedro)